# Nike Friendlies de 2014
O Nike Friendlies de 2014 foi a 2ª edição da competição, disputada por seleções da categoria sub-17 de vários países. Organizada pela Federação de Futebol dos Estados Unidos (USS), ocorreu de 28 de novembro a 2 de dezembro. Foram quatro equipes que disputaram o título no sistema de pontos corridos.
O campeão foi a Seleção Brasileira, que conquistou o seu primeiro título da competição. O vice foram os anfitriões Estados Unidos, seguidos de Inglaterra e Austrália respectivamente.

## Formato da competição
Quatro clubes participam da competição. Cada seleção joga uma vez contra cada adversário participante (em um sistema de pontos corridos), em um total de seis jogos. As equipes recebem três pontos por vitória e um por empate. Não são atribuídos pontos para derrotas.
As equipes são classificadas pelo total de pontos, depois pelo saldo de gols e, em seguida, pelos gols marcados. Em caso de empate entre dois ou mais clubes, os critérios de desempate são os seguintes: maior número de vitórias; maior saldo de gols; maior número de gols pró; confronto direto; menor número de cartões vermelhos recebidos; menor número de cartões amarelos recebidos.

## Participantes
- Austrália
- Brasil
- Estados Unidos
- Inglaterra

## Jogos
| 28 de novembro   | Austrália | 0 – 4     | Brasil                                              | Premier Sports Campus, Lake Wood Ranch |
| 15:00 (UTC-5/-4) |           | Relatório | 5' Andrey · 32' Evander · 48' Leandro · 63' Lincoln | Árbitro: EUA Caleb Mendez              |

| 28 de novembro   | Estados Unidos                  | 3 – 1     | Inglaterra   | Premier Sports Campus, Lake Wood Ranch |
| 18:00 (UTC-5/-4) | Zendejas 11' · Pulisic 40', 48' | Relatório | 90+1' Wright | Árbitro: EUA Mark Allatin              |

| 30 de novembro   | Brasil                    | 2 – 2     | Inglaterra                   | Premier Sports Campus, Lake Wood Ranch |
| 15:00 (UTC-5/-4) | Lincoln 84' · Evander 87' | Relatório | N’dukwu 44' · Phillips 90+5' | Árbitro: EUA Randall Kelley            |

| 30 de novembro   | Estados Unidos               | 2 – 1     | Austrália  | Premier Sports Campus, Lake Wood Ranch |
| 18:00 (UTC-5/-4) | Gaines 15' · De la Torre 69' | Relatório | 3' Caletti | Árbitro: EUA Chipalo Street            |

| 2 de dezembro    | Inglaterra            | 2 – 1     | Austrália | Premier Sports Campus, Lake Wood Ranch   |
| 15:00 (UTC-5/-4) | Ugbo 29' · Ingram 76' | Relatório | 57' Joice | Público: 300 Árbitro: EUA Randall Kelley |

| 2 de dezembro    | Estados Unidos | 1 – 4     | Brasil                             | Premier Sports Campus, Lake Wood Ranch   |
| 18:00 (UTC-5/-4) | Pulisic 22'    | Relatório | Evander 14', 42' · Andrey 62', 70' | Público: 1 500 Árbitro: EUA Caleb Mendez |

## Classificação
| Pos. | Equipes        | P | J | V | E | D | GP | GC | SG | %  |
| ---- | -------------- | - | - | - | - | - | -- | -- | -- | -- |
| 1    | Brasil         | 7 | 3 | 2 | 0 | 1 | 10 | 3  | 7  | 77 |
| 2    | Estados Unidos | 6 | 3 | 2 | 1 | 0 | 6  | 6  | 0  | 66 |
| 3    | Inglaterra     | 4 | 3 | 1 | 1 | 1 | 5  | 6  | -1 | 44 |
| 4    | Austrália      | 0 | 3 | 0 | 3 | 0 | 2  | 8  | -6 | 0  |

## Premiação
| Nike Friendlies de 2014    |
| Brasil                     |
| -------------------------- |
| Brasil Campeão (1º título) |

## Artilharia
| 4 gols (1) - Evander | 2 gols (3) - Andrey - Lincoln - Pulisic |

1 gol (13)
| - Caletti - Joice - Andrey - Leandro - Zendejas | - Gaines - De la Torre - Pulisic - Wright | - N’dukwu - Phillips - Ugbo - Ingram |